# The Legend of Zelda: Tears of the Kingdom
The Legend of Zelda: Tears of the Kingdom (jap. ゼルダの伝説 ティアーズ オブ ザ キングダム, Zeruda no Densetsu: Tiāzu obu za Kingudamu, wörtlich: Die Legende von Zelda: Tränen des Königreichs) ist ein Open-World-Action-Adventure von Nintendo für die Nintendo Switch. Das Spiel erschien am 12. Mai 2023 als Fortsetzung von The Legend of Zelda: Breath of the Wild (2017). Es wurde von Kritikern gelobt und war ein kommerzieller Erfolg, denn bis zum 31. März 2025 wurden weltweit circa 21,73 Millionen Exemplare verkauft. Dies macht es zum zweiterfolgreichsten Zelda-Teil und zum neuntmeistverkauften Nintendo-Switch-Titel.
Eine überarbeitete Version für die Nintendo Switch 2 erschien am 5. Juni 2025 unter dem Namen The Legend of Zelda: Tears of the Kingdom – Nintendo Switch 2 Edition. Zusätzlich erschien für die Android- und iOS-App von Nintendo Switch Online ein Dienst namens Zelda Notes, über den zusätzliche Inhalte und Funktionen für das Spiel bereitgestellt werden sollen.

## Handlung
Einige Jahre nach Ganons Niederlage in Breath of the Wild erkunden Link und Prinzessin Zelda ein Gewölbe unter Schloss Hyrule, wobei sie auf Steintafeln der Sonau stoßen, einer antiken und technologisch fortschrittlichen Zivilisation. Es kommt zur Konfrontation mit der wiedererwachten Mumie Ganondorfs, bei der Ganondorf eine giftige Substanz namens Miasma verströmt, die Links rechten Arm schwer verletzt und das Master-Schwert zerstört. Link und Zelda fallen in die Tiefe, während Schloss Hyrule sich in den Himmel erhebt und über ganz Hyrule schwebende Inseln mit alten Ruinen erscheinen. Viele Trümmer stürzen dabei auf die Erde und es tun sich Abgründe in eine riesige Unterwelt auf. Dieses Ereignis wird fortan als „Kataklysmus“ bezeichnet.
Link erwacht auf einer der Himmelsinseln mit dem zerbrochenen Master-Schwert und trifft auf den Geist von Rauru, einem Sonau, der Link gerettet und seinen rechten Arm ersetzt hat. Durch den neuen Arm ist Link in der Lage, magische Kräfte auf sich und seine Umwelt wirken zu lassen (z. B. Waffensynthese und Deckensprung). Raurus Geist hilft Link bei der Navigation durch die Himmelsinseln, wobei das Master-Schwert am Ende verschwindet. Link empfängt auch eine Vision von Zelda, die das Schwert erhält.
Link geht daraufhin mysteriösen Berichten über Zeldas Erscheinen in ganz Hyrule nach. Dabei besiegt Link mit Hilfe von vier Bekannten – Tulin vom Vogelvolk der Orni, Sidon vom Wasservolk der Zora, Riju vom Wüstenvolk der Gerudo und Yunobo vom Bergvolk der Goronen – vier Monster, die alte Sonau-Tempel besetzen. In jedem Tempel findet Link einen Mysterienstein, der die Kräfte seines Trägers vervielfacht. Die Geister alter Weisen erscheinen Link und seinen Gefährten, ernennen Links Gefährten zu neuen Weisen und geben die Mysteriensteine weiter. Nachdem Link mit den Monstern fertig geworden ist, spürt er Zelda im Schloss Hyrule auf. Dort entpuppt sich „Zelda“ als eine täuschend echte Marionette Ganondorfs, bevor sie von Link und seinen Gefährten besiegt wird. Link trifft außerdem auf Mineru, eine uralte Weise der Sonau und Raurus Schwester, die sich der Geistesprojektion bedient, um in der physischen Welt zu bleiben, und baut ihr einen mechanischen Körper.
Durch die Geister der fünf alten Weisen und durch die Drachentränen, die in ganz Hyrule verstreut sind, erfährt Link, dass Zelda mit einem Mysterienstein in die ferne Vergangenheit gereist ist. Dort trifft sie auf Rauru, den ersten König von Hyrule. Sie muss ansehen, wie Ganondorf – damals Anführer der Gerudo – Königin Sonia ermordet, sich ihren Mysterienstein aneignet und sich in den „Dämonenkönig“ verwandelt. Rauru versammelt neben Zelda fünf weitere Weise um sich, die er mit einem Mysterienstein ausstattet, um den Dämonenkönig zu vernichten; doch dieser wehrt ihre Angriffe mühelos ab. Also opfert sich Rauru, um Ganondorf für 10.000 Jahre zu versiegeln. Zelda erhält das zerbrochene Master-Schwert. Um es wiederherzustellen, verwandelt sie sich in einen Drachen, indem sie ihren Mysterienstein in ihren Körper aufnimmt. Vor ihrer Verwandlung beauftragt sie die Weisen, Link in der Zukunft zu helfen. In Gestalt des unsterblichen Weißdrachen überdauert Zelda die 10.000 Jahre. In dieser langen Zeit gelingt es ihr wie geplant, das zerstörte Masterschwert wiederherzustellen.
In der Gegenwart zieht Link das Master-Schwert aus Zeldas Drachengestalt heraus und kehrt zum Gewölbe unter Schloss Hyrule zurück, in dem alles begann. Dort kämpft Link mit Hilfe der Weisen gegen Ganondorfs Monsterarmee, bevor er sich in einen Kampf mit dem Dämonenkönig selbst begibt. Kurz vor seiner Niederlage verzehrt Ganondorf seinen Mysterienstein und verwandelt sich in einen dämonischen Drachen; Zeldas Drachengestalt hilft Link jedoch, Ganondorf zu besiegen. Mit Hilfe der Geister von Rauru und Sonia erhält Zelda ihre menschliche Gestalt zurück und Link seinen rechten Arm.
Einige Zeit später verabschiedet sich Mineru von Link und Zelda, bevor sich ihr Geist verflüchtigt, während die Nachfolger der Weisen schwören, Hyrule auch fortan zu beschützen.

## Gameplay-Elemente

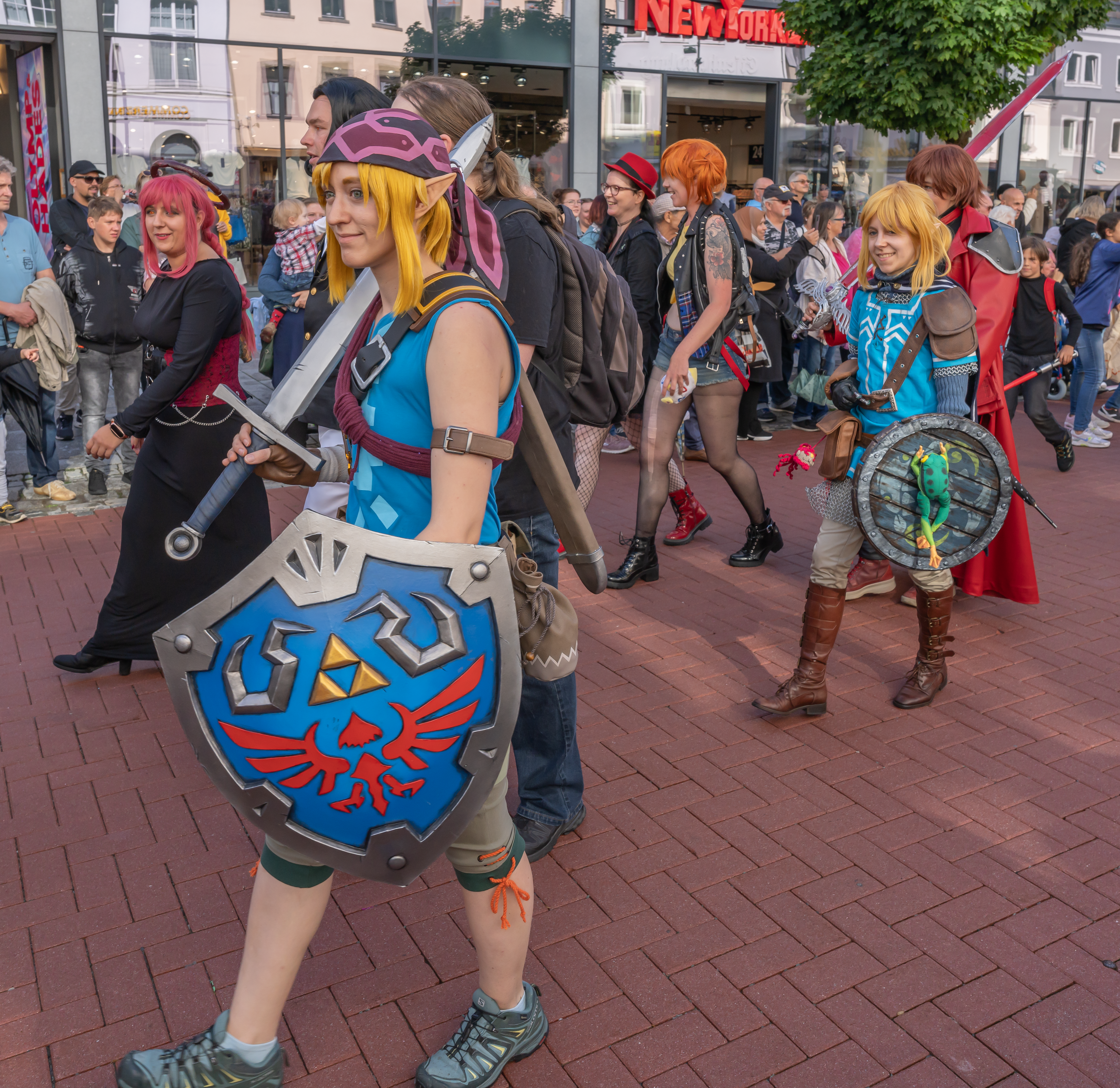
Gameplay-Elemente: Die Kletterkleidung (links) erlaubt Link, schneller zu klettern; die Synthese (rechts) erlaubt das Kombinieren von zwei Objekten (hier Fischschild und Spurtkröte).

Link erhält vor allem zu Beginn mehrere Fähigkeiten und Funktionen, die ihm erlauben, das Abenteuer zu bestreiten. Zu Beginn wird Links rechter Arm von Miasma zerfressen. Infolgedessen erhält Link vom Geiste des Königs Rauru den rechten Arm, der nicht nur den Arm als solches ersetzt, sondern ihn auch im Laufe des Lösens der Schreine auf der vergessenen Himmelsinsel mit Fähigkeiten ausstattet. Die sogenannte Ultra-Hand erlaubt es Link, entferntere Gegenstände zu greifen, zu bewegen, zu drehen und an anderen kompatiblen Gegenständen zu befestigen. Dies erlaubt „Crafting“, etwa von einfachen Booten oder Vorrichtungen, die das Lösen der Rätsel in Schreinen (kleine Dungeons) ermöglichen. Die Ultra-Hand ist ein elementarer Bestandteil des Spiels und ähnelt grob dem Magnetmodul im Vorgänger. Die Synthese (engl. fuse) erlaubt Link, einen weiteren Gegenstand an seine Waffe oder seinen Schild anzubringen, und etwa die Angriffsstärke der Waffe zu erhöhen oder mit neuen Fähigkeiten auszustatten. So kann man an einen Stock einen Stein anbringen, mit dem Brocken oder Felsen zerkleinern und Wege freimachen. Der Deckensprung (engl. ascend) ermöglicht es Link, eine Decke über ihm zu durchdringen. So kann Link flott aus einer Höhle oder einem Brunnen wieder hervortreten. Die Zeitumkehr befähigt Link, einen sich bewegenden Gegenstand in seiner Bewegung umzukehren. Der Effekt wirkt zeitlich begrenzt, kann aber vorzeitig abgebrochen werden. All diese Effekte sind über Links rechten Arm (L-Taste) ansteuerbar. Die Fähigkeiten sind untereinander kombinierbar, was dem Spieler mehr Möglichkeiten gibt, Probleme und Herausforderungen kreativ zu lösen.
Weitere zentrale Spielelemente sind Sonau-Bauteile, Batterie und Sonanium. Sonau-Bauteile sind Komponenten, die verschiedene Funktionen erfüllen. Der Ventilator kann etwa an Booten angebracht werden, um dieses zu bewegen. Der Gleiter ist ein Flugelement, auf dem Link steht und dessen Flugrichtung durch Links Position beeinflusst wird. Der Flammenwerfer emittiert Feuer, um Gegner anzugreifen. Das Lenkelement ermöglicht einer Steuerung einer Vorrichtung, die mit den Lenkelement verbunden ist. Alle Sonau-Bauteile werden durch Energie angetrieben. Diese Energie stammt von der Batterie, die Link bei sich trägt. Diese entleert sich mit der Zeit, wenn Sonau-Bauteile genutzt werden. Sie kann wieder gefüllt werden, wenn die Bauteile deaktiviert werden oder Link Sonau-Energiesphären verwendet. Durch das Sammeln von Sonau-Energiekristallen kann die Batterie erweitert werden. Sonanium (engl. Zonaite) ist ein Material, das roh in Höhlen oder anderweitigem Untergrund gefunden werden kann. In Sonanium befindet sich Energie, welche genutzt werden kann, wenn es verarbeitet wird. Genutzt wird das verarbeitete Sonanium unter anderem in Sonau-Energiesphären. Auch das unverarbeitete Sonanium wird für die Bautomatik (engl. autobuild) benötigt. Hierbei kann man verschiedene Teile mit Ultra-Hand verbinden und das fertiggestellte Konstrukt wird automatisch im Verlauf gespeichert. Es gibt auch Bauplan-Steinplatten, welche man entweder durch abgeschlossene Quests bekommt oder im Untergrund findet. Wenn z. B. ein selbstgebautes Flugzeug aus dem Verlauf erneut gebaut werden soll, aber die benötigten Teile nicht in der unmittelbaren Umgebung auffindbar sind, dann wird dem Spieler angeboten, das Flugzeug aus unverarbeitetem Sonanium herzustellen. Je größer das Bauwerk, desto mehr Sonanium wird benötigt. Dies gilt für alle Bauplan-Steinplatten.
Zu Beginn des Spiels benutzt Zelda das sogenannte PurahPad, das Link im Spielverlauf erhält. Es gibt Informationen zu im Spiel getroffenen Hauptcharakteren wieder, nutzt ein Tagebuch als Log, zeigt die Spielerposition (mit X-, Y- und Z-Koordinaten) und geografische Informationen in einer Karte an (dreigeteilt in Himmel, Oberfläche und Untergrund), dient als Kamera und weist ein Handbuch auf. Im Handbuch werden Informationen zu Gegenständen (wie Pilzen, Waffen und mehr), Tieren und Feinden angelegt. Dazu muss man sie in der Regel zuvor fotografieren. Das Gerät wird auch benötigt, um über Kartografietürme die Umgebung zu kartografieren und die Karte zu vervollständigen.
Beim Entdecken der Welt stößt man des Öfteren auf Objekte, die man einsammeln kann. Dies umfasst Essbares wie Pilze, Früchte, Fische, Fleisch, Krabben, Gräser, aber auch Teile von Monstern, nachdem man sie besiegt hat, wie Herzen, Augen, Hörner, Flügel, Zähne und mehr, aber auch Edelsteine. Link kann essbare Gegenstände roh essen. Dies füllt seine Herzen als Lebensenergieanzeige auf. Es ist jedoch auch möglich, verschiedene essbare Elemente mit nicht Essbarem zu kochen, um zusätzliche Funktionen zu erfüllen. So wird Link mit gekochtem Chili resistenter gegen Kälte oder ausdauernder, wenn er gekochte Ausdauerlinge verzehrt. Rezepte findet man beispielsweise in Häusern zur Inspiration. Gekocht werden kann an Kochstellen, die einen Kochtopf und Feuer haben.
Quer in Hyrule verteilt findet man 152 Schreine, die ein Rätsel, einen Kampf, eine andere Herausforderung oder nur einen Weg bereithalten. Manchmal ist es nötig, ein kleines Rätsel zu lösen, um überhaupt den Schrein zu aktivieren. Ist der Schrein gelöst, erhält man ein Segenslicht. Für vier Segenslichter kann man zu einer Statue beten und einen weiteren Herzcontainer oder eine erhöhte Ausdauer erhalten. Link kann sich jederzeit zu einem bereits besuchten Schrein teleportieren.
Wie im Vorgänger spielen sogenannte Sidequests im Spiel eine große Rolle. Eine der längsten Sidequests besteht im Sammeln von Krog-Samen. Diese erhält man, wenn man kleine meist visuelle Rätsel in der Welt löst, also beispielsweise in einen Ring von Seerosen im Wasser springt oder bestimmte Steine aufhebt. Wenn man eine ausreichende Anzahl an Samen gesammelt hat, kann man Maronus aufsuchen, der einem im Tausch gegen die Samen die Schild-, Waffen- oder Bogentaschen vergrößert, sodass Link mehr Ausrüstung tragen kann. Es gibt insgesamt 1000 Stück, die man sammeln kann; 100 mehr als im Vorgänger.

## Entwicklung
Nach der Fertigstellung von Breath of the Wild im Jahr 2017 begann die Entwicklung von Tears of the Kingdom. Ein erster Teaser-Trailer wurde in einer Nintendo-Direct-Präsentation auf der E3 2019 veröffentlicht und kündigte das Spiel als noch unbetitelte Fortsetzung von Breath of the Wild an. Auf der E3 2021 stellte Nintendo einen Trailer mit Gameplay und Story-Elementen vor und enthüllte ein geplantes Veröffentlichungsdatum für 2022. Die Entwickler gaben bekannt, dass übrig gebliebene Ideen aus dem DLC für Breath of the Wild als Inspiration dienten und dass das Spielgeschehen mit neuen Gameplay-Elementen, zuzüglich der Welt des Originalspiels, in den Lüften darüber, ähnlich wie in Skyward Sword, stattfinden wird.

Konsole im Stile von Tears of the Kingdom

Im März 2022 gab Produzent Eiji Aonuma bekannt, dass das Spiel auf das Frühjahr 2023 verschoben wurde. Zu diesem Zeitpunkt war das Spiel im Großen und Ganzen bereits fertig, jedoch wollte man in der Entwicklung sich noch Zeit lassen, (kleinere) Fehler in der Physikengine und andere Kleinigkeiten anzupassen, damit die Funktionalität passt. In einer Nintendo Direct im September 2022 wurde der Titel des Spiels sowie das Veröffentlichungsdatum bekannt gegeben. Am 8. Februar 2023 wurde ein neuer Gameplay-Trailer präsentiert und eine limitierte Collector’s Edition angekündigt. Im Stile des Spiels kündigte Nintendo ein OLED-Modell der Nintendo Switch am 28. März 2023 an, das ab dem 28. April 2023 erhältlich ist. Am 13. April 2023 wurde ein dritter Trailer veröffentlicht.
Am 1. Mai 2023 wurde das gesamte Spiel in Form einer digitalen Kopie des physischen Spiels geleakt.

## Vertonung
| Rolle                   | deutscher Sprecher |
| ----------------------- | ------------------ |
| Prinzessin Zelda        | Julia Casper       |
| Ganondorf               | Tilo Schmitz       |
| Rauru                   | Florian Hoffmann   |
| Sonia                   | Paulina Weiner     |
| Mineru                  | Antje von der Ahe  |
| Purah                   | Jennifer Weiß      |
| Tulin                   | Franziska Trunte   |
| Yunobo                  | Christian Zeiger   |
| Sidon                   | René Dawn-Claude   |
| Riju                    | Magdalena Turba    |
| Weiser des Windes       | Dirk Petrick       |
| Weiser des Feuers       | Thomas Schmuckert  |
| Weise des Wassers       | Nora Jokhosha      |
| Weise des Donners       | Cornelia Waibel    |
| Impa*                   | Silke Matthias     |
| Teba, Krieger der Orni* | Nic Romm           |
| Großer Deku-Baum        | Jürgen Wolters     |
| Großer Deku-Baum        | *Helmut Krauss     |

(*Archivaufnahmen aus The Legend of Zelda: Breath of the Wild)

## Technische Aspekte
Zur Realisierung des Spiels wurde neben der eigenen Arbeit auf Software und Tools Dritter zurückgegriffen, sowohl auf proprietärer, als auch auf Open-Source-Basis; gemäß der Hinweise zum geistigen Eigentum des Spiels. Für das haptische Feedback durch die Joy-Con (etwa bei dem Angriff auf Monster) wurde patentierte Technologie des Unternehmens Immersion benutzt. Um die Einbrüche der Bildrate zu regulieren und mehr Freiheiten bei der Auflösung zu haben, wird auf FidelityFX Super Resolution 1.0 zurückgegriffen, um auf höhere Auflösungen hochzuskalieren (auf bis zu 900p oder 1080p). Ein weiteres Tool ist der meshoptimizer, der eine verbesserte Berechnung von Meshes durch die mittlerweile vergleichsweise leistungsschwache Switch-GPU ermöglicht. Als Multimediaformate kommen H.264, VP8, VP9, libvorbis, libwebm zum Einsatz. Im Spiel werden bestimmte Zwischensequenzen als Videodateien (WebM) mit separater Tonspur (die mit der zuvor ausgewählten Sprachversion darübergelegt wird) wiedergegeben, die durch diese Codecs gestützt sind. Als Kompressionssoftware kommt Zstandard zum Einsatz, um die Spieldateien zu komprimieren und damit das gesamte Spiel kleiner zu halten. Mit xxHash werden Hashes über den RAM berechnet. Dies erlaubt die Integritätsprüfung der Spieldateien, die für den Spielablauf geladen werden und für die Lesbarkeit dekomprimiert werden müssen. Es wird geprüft, ob der Hash der dekomprimierten Datei im RAM übereinstimmt und damit die korrekte Datei ausgelesen werden kann, um die benötigten Spielinhalte wiederzugeben.

## Rezeption
In der Spielepresse fielen die Wertungen für The Legend of Zelda: Tears of the Kingdom ausgesprochen positiv aus, wobei oftmals die mögliche Höchstwertung vergeben wurde. Bei Metacritic liegt der Metascore bei 96 von 100 Punkten, bei 91 berücksichtigten Testberichten. OpenCritic aggregierte aus 85 Bewertungen einen Gesamtwert von 97 aus 100. Damit ist das Spiel (Stand Mai 2023) das neben Super Mario Odyssey bestbewertete Spiel bei OpenCritic.
GamePro betitelte das Spiel als auf Augenhöhe mit dem Vorgänger. Es fehle zwar der Zauber des Neuartigen, den der erste Teil hatte, beim Umfang punkte das Spiel aber. Auch GameStar lobte das Spiel:

„Links neues Open-World-Abenteuer ist ein Meisterwerk, das sowohl neue als auch alte Fans verzaubert.“

GameSpot wiederum bezeichnete das Spiel als „einen Triumph des offenen Spieldesigns, das eine Hommage an die besten Teile der Geschichte der Zelda-Reihe darstellt – und diese manchmal sogar übertrifft.“ 4Players kritisiert, dass für die Spielwelt die Oberwelt des Vorgängers erneut verwendet wurde, was den Entdeckerspaß etwas trübe.

„Spaßiges, umfangreiches Open-World-Abenteuer mit klugen Rätselkammern und viel Fokus auf Bauen plus Crafting – wer Breath of the Wild schon kennt, dem geht einiges an Entdeckerspaß verloren.“

### Verkaufszahlen
The Legend of Zelda: Tears of the Kingdom verkaufte sich bereits nach drei Tagen über 10 Millionen Mal und ist damit das innerhalb dieser Zeitspanne meistverkaufte Nintendo-Spiel aller Zeiten in Europa sowie Nord- und Südamerika.
Bis zum 30. September 2023 wurden weitere 9,5 Millionen Einheiten verkauft. Im Juni 2024 lagen die Verkaufszahlen bei insgesamt 20,8 Millionen Einheiten.